# Ytterberg
Ytterberg är ett berg beläget cirka sju kilometer öster om Sveg i Svegs distrikt (Svegs socken) i Härjedalen. På berget finns en by med samma namn. Vid bergets fot rinner ån Solnan. Det finns en intressant "vinterväg" direkt mot Sveg som numera även kan användas sommartid med en enkel bro över Solnan.
Odlingen så långt norrut har möjliggjorts av byns höga belägenhet (kylan rinner ner till dalen - Sveg). Byn har beskrivits på kartor som "en märklig så kallad 'lidby' då den täcker alla sidor på berget, och inte bara sydsidan såsom intilliggande byar".
Byn har anor sedan 1500-talet och har många byggnader kvar sedan den tidigaste bebyggelsen. En kulturskatt av riksintresse är väggmålningar bevarade i gården Högen. 
Den lokala sägnen om "skrattabborre" beskriver varningen om en konstig fisk i en specifik tjärn som "klättrade upp i träden och skrattade åt fiskaren". Det spekuleras att det rörde sig om en amfibisk ödla som utstötte ljuden när den fyllde lungorna. 
Byn var 1990 klassad som en småort i Härjedalens kommun men tappade därefter med minskad befolkning den statusen. Sedan 2015 klassas dock byn återigen som en småort.